# シンガー・ビルディング
シンガービル (Singer Building) は、アメリカ合衆国ニューヨーク市ロウアー・マンハッタンにあった超高層ビルである。シンガータワー (Singer Tower) とも呼ばれる。

## 概要
所在地は、ニューヨーク市マンハッタン区ファイナンシャル・ディストリクトのリバティストリートとブロードウェイの間にあった。47階立て高さ187mで、シンガー・マニュファクチャリング・カンパニーの本社ビルとして1908年に竣工した。1968年に再開発によって解体され、このビルがあった場所には現在はワン・リバティ・プラザが建っている。

## 歴史
このビルはシンガー・ミシン・カンパニーの社長であるフレデリック・ボーンによって発注された。彼は、ボザール様式の初期の主導者であった著名な建築家アーネスト・フラッグを雇った。フラッグは、現在のSoHo地区であるプリンス・ストリートとスプリング・ストリートの間の561 ブロードウェイにあったシンガー社の以前の本社ビルの設計も行っており、こちらのビルは新しいシンガービルができてからは"リトル・シンガービル" (Little Singer Building) と呼ばれるようになった。施工計画と施工図はジョージ・W・コナブルにより作成された。
フラッグは10または15階以上のビルは通りから奥まったところに建てるべきだと考えていたため、タワー部分はこの区画の四分の一のみを占めている。区画を占める12階立ての土台部分のビルに対して、タワー部分は比較的細いデザインとなっている。タワー部分の階は一辺が20 mしかない。
地上187 mの高さは、完成当時はフィラデルフィア市庁舎を抜いて超高層ビルとして世界一となった。この記録は、1909年にメトロポリタン生命保険会社タワーが同じくマンハッタンのマジソンアベニュー23丁目に完成したことで塗り替えられた。ただし、建築物としてこの当時世界一高かったのはエッフェル塔であったが、アメリカで一番高い建築物であったワシントン記念塔の記録は塗り替えた。また高層ビルではないがこの当時世界一高い建物であった、長い尖塔を持つモーレ・アントネリアーナはフィラデルフィア市庁舎よりも高かったが、この記録も塗り替えた。
高層ビル区画法 (Skyscraper zoning legislation) が1916年に成立し、フラッグの強い要請により、高いビルは通りから離して建てるべきだという彼の考えが組み込まれた。
1961年、シンガー社はこのビルを売却し、ロックフェラーセンターへ移転した。そして、このビルは不動産デベロッパーのウィリアム・ゼッケンドルフによって取得され、実現しなかったがニューヨーク証券取引所をこの場所に移転させることを考えていた。1964年、USスチールが隣接するシティ・インベスティング・ビルとともにこのビルを取得し、解体して新しいビルを建てることとなった。1960年代には、ビル内の床面積が小さいことから、このビルは非経済的になっていた。このビルのタワー部分は一階あたり390 m2なのに対し、新しく建てられたU.S.スチールビル（現在のワン・リバティ・プラザ）は一階あたり3,400 m2であった。
解体が始まる1967年の時点で、ニューヨーク市は新しく歴史建造物保存委員を制定させており、シンガービルはニューヨークで最も象徴的な建築物の一つであると見なされていたが、解体を止めさせることになるであろうランドマーク認定を与えることはしなかった。その委員の理事であったアラン・バーナムは、1967年8月に、もしそのビルをランドマークとして指定するならば、ニューヨーク市はそのビルを保存するための代わりの買い手を見つける必要があったと語っている。解体は1967年8月に始まり翌年に完了した。この時点では、それまでに解体されたことのある建物の中で最も高いビルとなった。この記録は、2001年のアメリカ同時多発テロ事件で崩壊したワールドトレードセンター二基によって塗り替えられ、シンガービルは解体されたビルの中で三番目の高さとなったが、完全に解体されたビルとしてはいまだ史上最も高いビルである。SoHoにある以前のシンガービル（リトル・シンガービル）はまだ現存している。

## ギャラリー

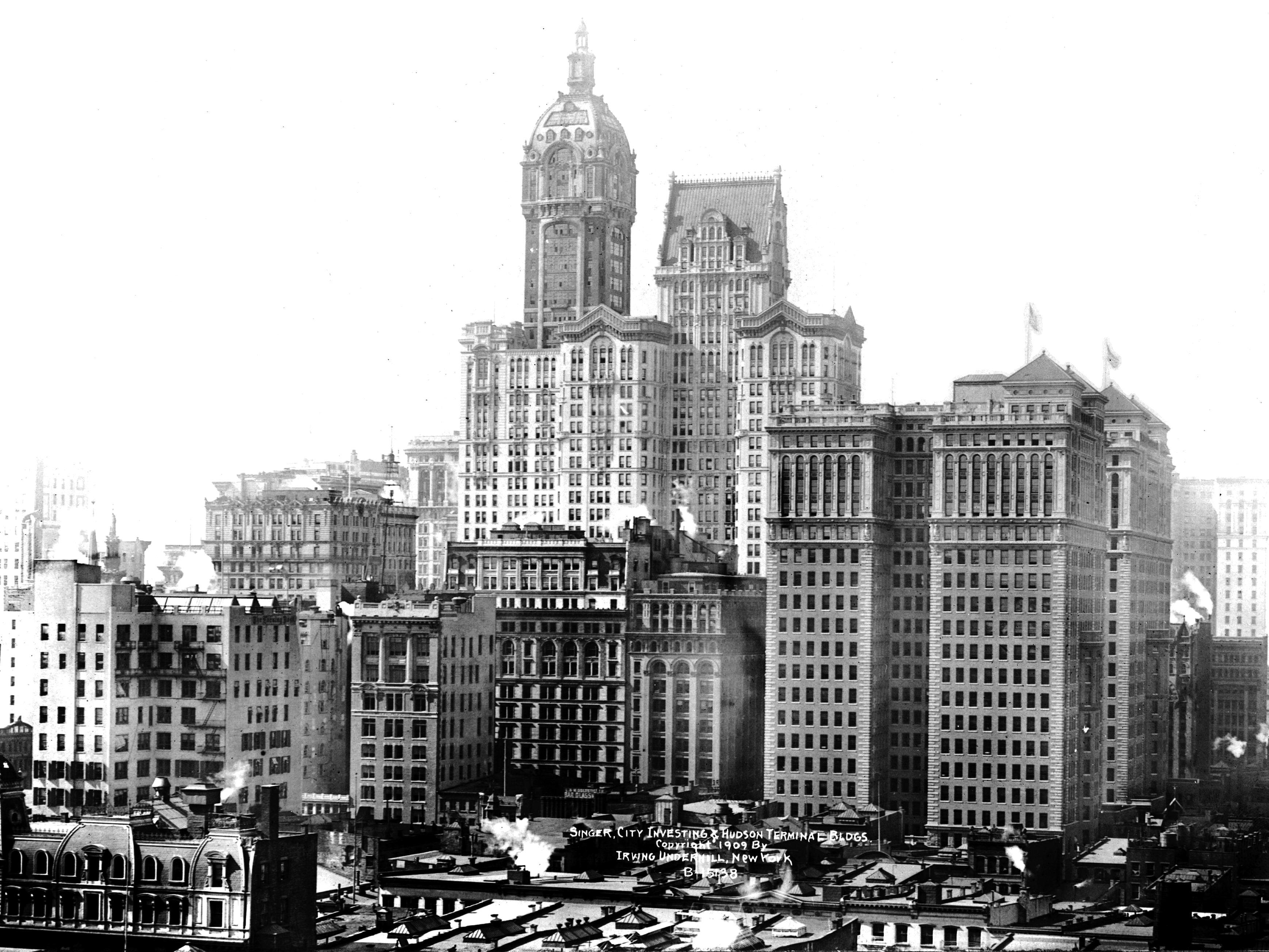
ハドソンターミナル（英語版）とシンガービル
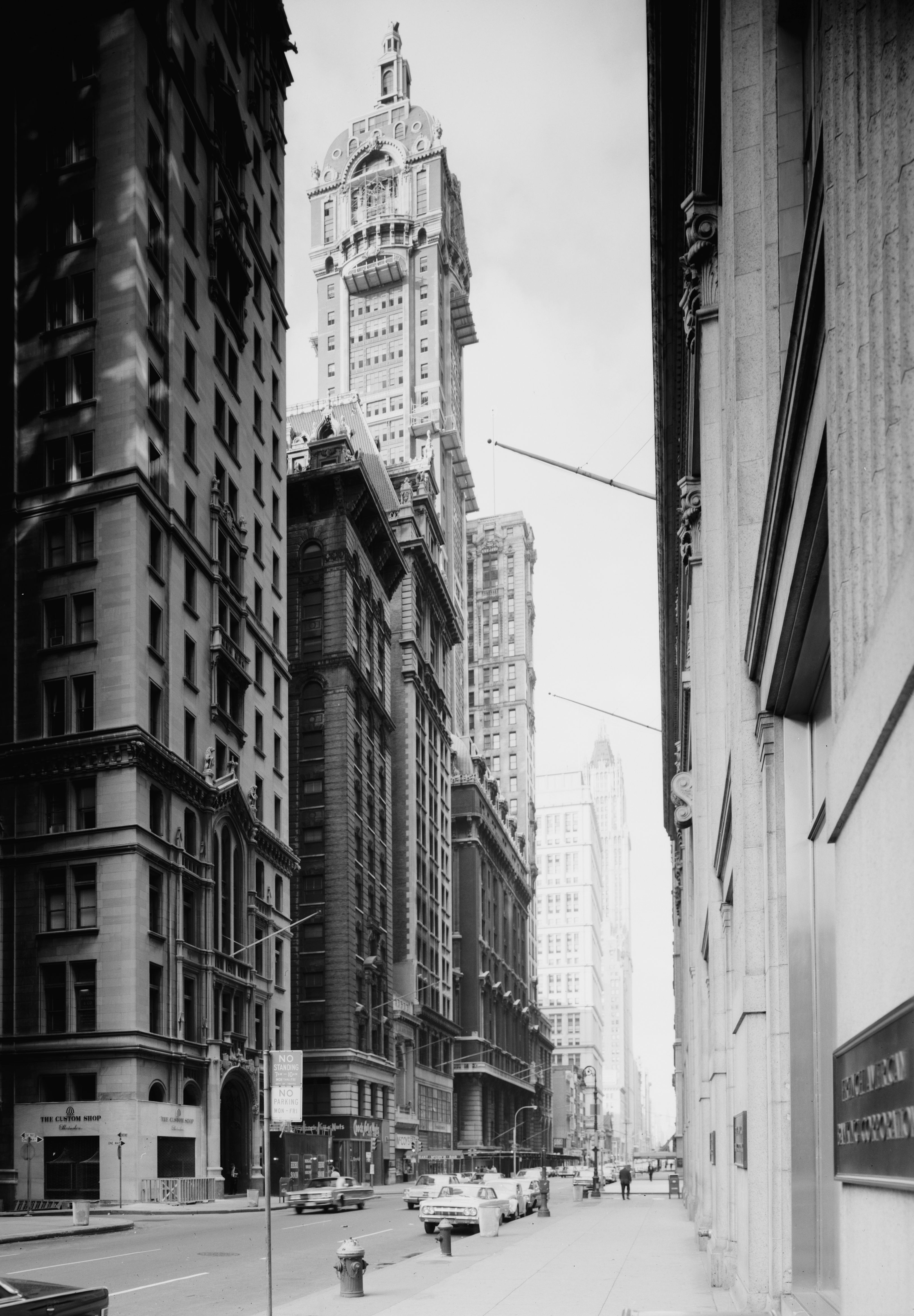
ブロードウェイからの景観
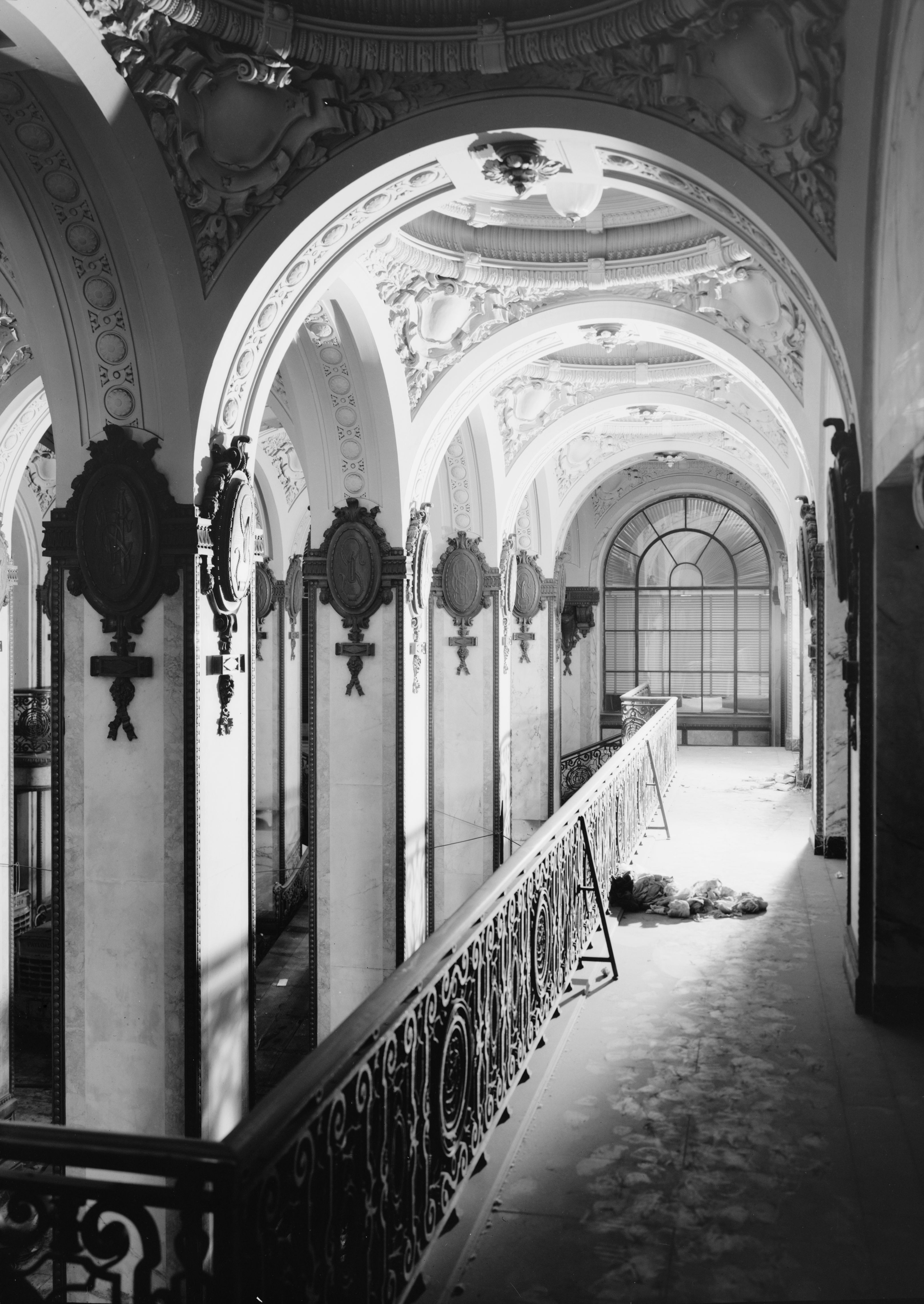
廊下のインテリア